# قولی داشی
۳۸°۵۴′۴۲٫۵″ شمالی ۴۸°۱′۳۴٫۴۶″ شرقی / ۳۸٫۹۱۱۸۰۶°شمالی ۴۸٫۰۲۶۲۳۸۹°شرقی
کوه قولی داشی در منطقه به نام‌های مختلف قاراول داغی، قاراول داشی، قولی تاش، قولا داشی،گولا داشی، قولا داغی،قیبله داشی،قیبله داغی معروف است و در غرب کوه موغان داغی و در جنوب شهر گرمی مغان، در دهستان اجارود غربی و در مرز ایران و جمهوری آذربایجان واقع شده‌است. این کوه یکی از قله‌های ارتفاعات اطراف روستای تولون می‌باشد و حدود ۲۲۰۴ متر ارتفاع دارد. ارتفاعات اطراف روستای تولون سرچشمه شاخه غربی رودخانه گرمی چای (رودخانه تولون) می‌باشد. قیبله داشی کوهی است در دهستان اجارود، شهرستان مغان، ۳۲ کیلومتری جنوب غرب گرمی، ارتفاع ۲۲۰۴ متر و سرچشمه رودهای دیزده و جین، مرز ایران و جمهوری آذربایجان .
دامنه این کوه جزو مراتع ییلاقی  می‌باشد که مورد استفاده دامداران قرار می‌گیرد.